# Bertrange, Moselle
Bertrange là một xã trong vùng Grand Est, thuộc tỉnh Moselle, quận Thionville-Est, tổng Metzervisse. Tọa độ địa lý của xã là 49° 18' vĩ độ bắc, 06° 11' kinh độ đông. Bertrange nằm trên độ cao trung bình là 156 mét trên mực nước biển, có điểm thấp nhất là 151 mét và điểm cao nhất là 207 mét. Xã có diện tích 6,82 km², dân số vào thời điểm 1999 là 1994 người; mật độ dân số là 293,2 người/km². Xã thuộc Pháp từ năm 1661; nằm về phía nam von Thionville.